# Augenbrauenhäherling
Der Augenbrauenhäherling (Garrulax canorus), auch bekannt als Chinesischer Häherling oder Hwamei, ist eine Singvogelart aus der Familien der Häherlinge (Leiothrichidae). Die Art ist in Ost- und Südostasien, insbesondere in Taiwan, Vietnam und China, verbreitet und ist bekannt für ihr markantes Erscheinungsbild. Ihr melodischer Gesang macht sie zu einem beliebten Vogel in der Vogelhaltung.

## Beschreibung
Der Augenbrauenhäherling erreicht eine Körperlänge von etwa 21 bis 24 cm und zeichnet sich durch sein rotbraunes Federkleid, eine hellere Unterseite und die charakteristische weiße  Maske aus, die die Augen säumt. Die Federn von Kopf, Nacken, Kehle und Vorderbrust besitzen schwarze Schaftstreifen. Männchen und Weibchen ähneln sich im Aussehen stark, was die Geschlechtsbestimmung durch äußerliche Merkmale erschwert.
Der Gesang setzt sich aus einem lauten, klaren, abwechslungsreichen Pfeifen mit regelmäßigen Wiederholungen und Nachahmungen anderer Vögel zusammen. Der Ruf ist ein rasselndes Pfeifen oder Rasseln.

## Verbreitung und Lebensraum
Bevorzugte Habitate des Augenbrauenhäherlings umfassen subtropische und tropische Busch- und Graslandschaften, vorzugsweise in hügeligen bis bergigen Regionen in Höhen bis zu 800 Metern. Jedoch ist die Art auch in ländlichen Gärten und in städtischen Umgebungen anzutreffen.
Die Art ist schwerpunktmäßig im Süden Chinas, Hainan und Hongkong verbreitet, kommt aber auch in Teilen Vietnams und möglicherweise in den angrenzenden Gebieten von Laos vor. Weitere Populationen finden sich auf Taiwan. Die Art gilt global als nicht gefährdet.
In Japan, wohin sie seit dem Mittelalter importiert wurde, wird der Augenbrauenhäherling als invasive Art geführt. Erste Aufzeichnungen einer wilden Population sind in den 1980er Jahren in Nord-Kyūshū zu finden. Ein weiterer früher Nachweis einer eigenständigen Population in der Kantō-Region stammt aus dem Jahr 1990 in der Präfektur Yamanashi. Es wird angenommen, dass die Ausbreitung des Augenbrauenhäherlings in Japan hauptsächlich auf absichtliche Freilassungen oder entflogene Ziervögel zurückzuführen ist und potentiell negative Auswirkungen auf die heimische Vogelwelt haben könnte. Auch auf Hawaii wurde die Art eingeführt.